# شوساكو إندو
شوساكو إندو (باليابانية: 遠藤周作 إندو شوساكو) كاتب ياباني معروف. وُلد في مدينة طوكيو في 27 مارس 1923، درس الأدب في جامعة ليون وحصل على درجة علمية في اللغة الفرنسية، ثُم عاد إلى اليابان ليصبح واحداً من أهم الأسماء الأدبية اليابانية. توفي في 29 سبتمبر 1996.
يكتب شوساكو إندو من منظور فريد باعتباره يابانياً كاثوليكياً يستلهم تاريخ المسيحية في اليابان، وتعكس كتاباته نوعاً من سيرته الذاتية، وتجاربه الشخصية باعتباره دخيلاً في اليابان البوذية. يُعاني أبطال رواياته من مُعضلات أخلاقية في أوضاع صعبة تُصبح خياراتهم فيها شبه معدومة. وتُعبر مُعاناتهم عن تساؤل أخلاقي كبير حول الدين والإله، وتأملات في البوذية والمسيحية في اليابان.
ينتمي إندو إلى الجيل الثالث من الكتاب اليابانيين، الجيل الذي أعقب الحرب العالمية الثانية. كما أنه واحد من قلة نادرة من الروائيين اليابانيين الذين تنافسوا على عرش الرواية اليابانية بعد انتحار يوكيو ميشيما في 1970. حصل على العديد من الجوائز الأدبية الرفيعة في اليابان مثل جائزتي أكوتاغاوا، وتانيزاكي. وتُرجمت أعماله إلى لغات عالمية كالإنجليزية والفرنسية، والعربية.

## أعماله
- الرجل الأبيض 1955
- الرجل الأصفر 1955
- البحر والسم 1958
- الأحمق العجيب 1959
- بُركان 1960
- الفتاة التي تركتها ورائي 1963
- دراسات أجنبية 1965
- الصمت 1966: أشهر روايات إندو.
- البلد الذهبي 1970
- فوق البحر الميت 1973
- حياة المسيح 1973
- عندما أصفر 1974
- الساموراي 1980
- فضيحة 1986
- النهر العميق 1993

## وصلات خارجية
- شوساكو إندو على موقع IMDb (الإنجليزية)
- شوساكو إندو على موقع الموسوعة البريطانية (الإنجليزية)
- شوساكو إندو على موقع مونزينجر (الألمانية)
- شوساكو إندو على موقع قاعدة بيانات الأفلام السويدية (السويدية)
- شوساكو إندو على موقع قاعدة بيانات الفيلم (الإنجليزية)
- يهوذا اليابان المُخلِص: مقال بالإنجليزية عن شوساكو إندو لفيليب يانسي نسخة محفوظة 12 أغسطس 2006 على موقع واي باك مشين.
- اعترافات مؤمن حقيقي/ بالإنجليزية